# Werner Böhm
Werner Böhm artiestennaam Gottlieb Wendehals (Toruń, 'Thorn' in het door Duitsland bezette Polen, 5 juni 1941 - Gran Canaria, Spanje, 2 juni 2020) was een Duitse schlagerzanger en muzikant.

## Carrière
Aan het eind van de jaren 1950 was Werner Böhm tot begin 1960 jaren pianist bij de Cabinet Jazzmen in Hamburg, toentertijd een van de populairste jazzbands in Noord-Duitsland. Hij verving daar de eerste pianist Kaschi Jöhnck, die was geëmigreerd naar San Diego in Californië. Reeds vanaf zijn 16e levensjaar trad hij op in Duitsland. Na zijn opleiding als stoffeerder verdiende hij zijn geld als warenhuis-decorateur. Van 1970 tot 1971 was hij jazzpianist in Hamburg in de lokalen Jazz House, Riverkasematten, Logo, Dennis Swing Club, Cotton Club, Remter en in de legendarische Onkel Po. Böhm begeleidde toentertijd grootheden als Louis Armstrong, Ella Fitzgerald en Erroll Garner op piano. Eind 1974 begon hij een carrière als zelfstandige muzikant, tekstdichter en componist en richtte het Werner Böhm Quintet op met Lonzo Westphal (viool), Udo Lindenberg (drums), Knut Kiesewetter (zang), Hans-Otto Mertens (bas), de manager van Otto Waalkes en Werner Böhm (piano en vibrafoon).

## Gottlieb Wendehals
In 1979 schiep hij de podiumfiguur Gottlieb Wendehals, een slungelige grappenmaker met een Noordduits dialect, middenscheiding in het zwarte haar met gel, zwart-wit geruit jacket met roze overhemd, aktetas en een gummihaan onder de arm. Als zodanig zong hij verschillende fuifnummers, zoals Herbert (1980) en de Polonäse Blankenese (1981), die een  notering kregen in de Duitse Top-10. Polonäse Blankenese (genoemd naar Hamburg-Blankenese) werd in 1982 voor Arie Ribbens min of meer maar met een eigen Nederlandse tekst vertaald in Polonaise Hollandaise.
Op het hoogtepunt van zijn roem in 1982 werkte hij met Karl Dall en Helga Feddersen mee in de comedy film Sunshine Reggae auf Ibiza. Vanaf 1985 reisde hij met 14 muzikanten als Gottlieb-Wendehals-Band door Europa.
In 1982 nam hij deel aan de voorronden van het Eurovisiesongfestival met het nummer Der Ohrwurm, dat de 11e en tevens voorlaatste plaats bereikte. Met het nummer Lady (6e plaats) was hij als tekstdichter en componist, samen met Michael Chambosse, eveneens betrokken. Het nummer werd trouwens gezongen door zijn toenmalige echtgenote Mary Roos en David Hanselmann.

## Verdere activiteiten
In 1984 besloot hij de muziekstijl aan te passen. Het album 84 Ahead bevatte de stijlen italodisco, disco en rap. Böhm zong op dit album in het Engels. De nummers Get On Up en Im a Winner werden als single uitgebracht. Met Get On Up trad hij op 3 mei 1984 op in de Musikladen. De singles en het album kenden echter geen commercieel succes.
In 1990 bracht Böhm enkele nummers uit in de stijl van de volksmuziek, die echter niet aan zijn successen als Gottlieb Wendehals konden evenaren. Onder zijn echte naam deed hij mee aan de eerste aflevering van de tv-show Ich bin ein Star – holt mich hier raus!. In september 2005 betrok hij voor een week het huis in de tv-serie Big Brother, waar de alcoholist Böhm een terugval kreeg. In december 2004 was hij kandidaat in de castingshow Das Supertalent.

## Privéleven
Werner Böhm was driemaal getrouwd en had drie zoons (1966, 1986 en 2007), uit elk huwelijk een. Het eerste huwelijk was met een Zwitserse (1965 - ?). Van 1981 tot 1989 was hij getrouwd met Mary Roos. In 1995 trouwde hij weer, dat huwelijk duurde tot 2019.
Ondanks dat hij als muzikant een miljoeneninkomen had, was hij in het midden van de jaren 1990 genoodzaakt om een faillissement aan te vragen met een schuldenlast van € 600.000,-. De reden was zijn onvermogen om met geld om te gaan. Sindsdien leeft hij zeer spaarzaam. In 2020 verhuisde hij van Hamburg naar de Canarische Eilanden, waar hij vlak voor zijn 79e verjaardag overleed.

## Discografie

### Singles
- 1976 Werner Böhm: Mein Leben hinter Gittern ist vorbei / Denn der Numerus Clausus ist 2,2, Decca
- 1976 Werner Böhm: Wir düsen für 'ne Woche nach Ibiza / Hasso, Decca
- 1977 Rale & Werner: Du bleibst mein Freund / Boo-Hoo, Decca
- 1979 Gottlieb Wendehals: Herbert / Rudi, ich hab' dich lieb, CNR
- 1980 Gottlieb Wendehals: Morgens Fango – abends Tango / Remmi - Demmi - Lutz, CNR
- 1980 Gottlieb Wendehals: Abfahr'n / Von Herz zu Herz, Master Records
- 1981 Gottlieb Wendehals: Mensch ärger dich nich (Shaddap You Face) / So bin ich – so bleib ich, Master Records
- 1981 Gottlieb Wendehals: Polonäse Blankenese / Du hast Geburtstag, Master Records
- 1982 Gottlieb Wendehals: Polonäse mit Getöse / Du hast Geburtstag, Master Records
- 1982 Gottlieb Wendehals: Der Ohrwurm / Mach Dir nix draus, Master Records
- 1982 Gottlieb Wendehals: Jap dadel dip, dadel dup dadel / Heut' abend schießen wir den Vogel ab, Master Records
- 1982 Gottlieb Wendehals: Damenwahl / Schnarch' doch nicht so laut, Master Records
- 1983 Gottlieb Wendehals: Schick Schick Bum Bum 1A / Wer tanzt hier aus der Reihe?, Master Records
- 1983 Gottlieb Wendehals: Mutig sind wir zum TÜV gefahren / Das gibt's nur alle Jubeljahr, Master Records
- 1983 Gottlieb Wendehals: Hände hoch (und dann Winke Winke) / Ich hab 'n Hund, Master Records
- 1984 84 Ahead Werner Böhm: Get On Up / Flashlight, Master Records
- 1984 Werner Böhm Straight Ahead: I’m a Winner / Nightfly, Master Records
- 1984 Gottlieb Wendehals: Wer mich heut' kriegt, der hat viel Spaß (Ich geh' heut für'n Zehner weg) / Ach wie schön ist so'n Bier, Teldec
- 1985 Max & die Klexe: Schubidubidu / Weil wir Freunde sind (mit Frank Dostal), RCA
- 1985 Max & die Klexe: In Klexdorf an der Tusche / Der Klexe-Hit (mit Frank Dostal), RCA
- 1986 Gottlieb Wendehals: Gran Canaria / Gran Canaria (Instrumental), Teldec
- 1987 Gottlieb Wendehals: Alles hat ein Ende, nur die Wurst hat zwei / Gottlieb's Polka, Teldec
- 1987 Gottlieb Wendehals: Dings-Bums / Babies, Teldec
- 1988 Gottlieb Wendehals: Schütt' die Sorgen in ein Gläschen Wein / Hoch lebe das Hochzeitspaar, Teldec
- 1989 Gottlieb Wendehals: Im Neandertal ist Damenwahl / Wir woll'n was Nasses, Teldec
- 1990 Gottlieb Wendehals: Tanz den Mafia / Balla Balla, BMG Ariola
- 1990 Werner Böhm: Wenn die Kirschblüten blüh'n im Alten Land / Berlin, BMG Ariola
- 1990 Werner Böhm: Wenn die Nordlichter feiern / Friesisch herb, BMG Ariola
- 1990 Werner Böhm: Wir segeln im Buddelschiff von Rügen nach Kap Horn / Mein Vater fährt zur See, BMG Ariola
- 1990 Gottlieb Wendehals: Heini unser Hahn / Guten Tag lieber Tag, BMG Ariola
- 1990 Gottlieb Wendehals: Freibier für Deutschland / Schmusebärchen, BMG Ariola
- 1991 Werner Böhm: Bis zum Fischmarkt früh morgens um acht / Helgoland ich komme, BMG Ariola
- 1991 Gottlieb Wendehals: Sommer, Sonne, Meer und Strand / Gottlieb (The Rap), BMG Ariola
- 1992 Gottlieb Wendehals: Bumsfallara / Einmal im Jahr muß man feiern, BMG Ariola
- 1992 Gottlieb Wendehals: Jetzt geht's erst richtig los! / Mädels wollen immer nur das eine / Banane, Eurostar
- 1993 Gottlieb Wendehals, Mike Krüger und Klaus + Klaus: Probier's mal mit Gemütlichkeit, Polydor
- 1994 Gottlieb Wendehals & seine Fußballfreunde: Ne, Ne, is nix passiert (Zicke-Zacke-Zicke-Zacke-Heu-Heu-Heu) / Freundschaft / Haut das Ding rein, MCP Records
- 1995 Gottlieb Wendehals: Polonäse Blankenese / Herbert "(The 1999 (!) Remix And Dance Versions)", ZYX Music
- 1995 Gottlieb Wendehals: Dumm gelaufen / Stell dich nicht so dämlich an, Ultrapop
- 1997 Gottlieb Wendehals: Samba de Janeiro (Samba Ramba Zamba), Piccobello
- 1998? Gottlieb Wendehals en het Omnibus-Chor: Willi in Hellersdorf
- 1998 Gottlieb Wendehals: Paparazzi, Zett Records
- 1999 Gottlieb Wendehals: Polonäse 2000 (...die Polonäse zieht weiter / Polonäse Carnaval / Das Huhn ist tot, Polydor)
- 2000 Gottlieb Wendehals: Moni K. Le Winski / Rein, raus, Palm Records
- 2001 Gottlieb Wendehals: Das geht vorbei / Na, wo juckt es denn?, a45 music / edel
- 2004 Werner Böhm vs. Gottlieb Wendehals: King of the Jungle / Old Mac Donald had a farm, WEA

### Downloads
- 2004 Werner Böhm feat. Gottlieb Wendehals: Summertime – Sunny Days
- 2006 Gottlieb Wendehals: Saalrunde
- 2006 Gottlieb Wendehals: Tarzan ist wieder da / Warteschleife, Size Music
- 2008 Gottlieb Wendehals: Fernsehen macht dumm dumm, nice records
- 2010 Haidie feat. Gottlieb Wendehals: Polonäse Blankenese, hitmix
- 2010 Gottlieb Wendehals: Der neue Böhm (ep): Wir wollen alles / Feiern / Eine Reise nach Dschibuti, ROBA Digital
- 2011 Gottlieb Wendehals: Der Ohrwurm, BSK-Music
- 2011 Gottlieb Wendehals: Ein Eisbär in Sibirien, Fiesta Records
- 2013 Gottlieb Wendehals: Der Yeti (Es läuft ein Yeti durch die Serengeti), Curio Music
- 2015 Gottlieb Wendehals: Gehen wir noch wohin, nice records
- 2019 Werner Böhm: Willst Du ‘nen Arbeitslosen’ Star, Hollywood Hills Records (muziek: Gunter Gabriel, tekst: Gunter Gabriel, Werner Böhm)

### Albums
- 1977 Werner Böhm: Bitte recht freundlich..., Decca
- 1980 Gottlieb Wendehals: Abfahr’n, Master Records
- 1982 Gottlieb Wendehals: Hier fliegen gleich die Löcher aus dem Käse, Master Records
- 1982 Gottlieb Wendehals: Da kommt Freude auf, Master Records
- 1983 Gottlieb Wendehals: ErVolksLieder, Master Records
- 1984 Werner Böhm: 84 Ahead, Master Records
- 1984 Werner Böhm: Das wird 'ne Party!, RCA
- 1985 Max & die Klexe: In Klexdorf an der Tusche ist immer was im Busche (mit Frank Dostal), RCA
- 1986 Werner Böhm: Die schönsten Weihnachtslieder, RCA
- 1988 Gottlieb Wendehals: Power auf Dauer, Teldec
- 1990 Werner Böhm: Wenn die Kirschblüten blüh’n, BMG Ariola
- 1990 Gottlieb Wendehals: Einmal im Jahr muss man feiern, BMG Ariola
- 1990 Gottlieb Wendehals: Freibier für Deutschland, BMG Ariola
- 1993 Gottlieb Wendehals: Voll drauf!, Eurostar
- 1995 Gottlieb Wendehals: singt die Hits der Rentnerband, trend
- 1997 Gottlieb Wendehals: Pure Lust am Leben, Spectrum
- 1998 Gottlieb Wendehals: Mega-Mix, Spectrum
- 1998 Gottlieb Wendehals: Schmarozzza, Zett Records
- 2009 Gottlieb Wendehals: Mallorca Olé (download), Carinco Neue Medien
- 2009 Gottlieb Wendehals: Gottlieb Wendehals & sein Crazy Piano (download), Carinco Neue Medien
- 2013 Gottlieb Wendehals: Keine halben Sachen (download), Chef Records

#### Postuum
- 2020 Gottlieb Wendehals: Spass und gute Laune (download), Autarc Media, Happy Tunes
- 2020 Werner Böhm als Gottlieb Wendehals: The Piano Man (download), Autarc Media, Happy Tunes
- 2020 Werner Böhm als Gottlieb Wendehals: Goes Jazz (download), Autarc Media, Happy Tunes
- 2020 Gottlieb Wendehals: Mr. Polonäse Blankenese (download), Autarc Media, Happy Tunes
- 2020 Gottlieb Wendehals: Let's Party ohne Ende (download), Autarc Media, Happy Tunes
- 2020 Gottlieb Wendehals: Gottlieb Wendehals lädt ein zum lustig sein (download), Autarc Media, Happy Tunes
- 2020 Werner Böhm aka Gottlieb Wendehals: 05.06.1941 - 02.06.2020 (download), Autarc Media, Happy Tunes

### Compilaties
- 1982 Gottlieb Wendehals: Gottlieb Wendehals, Master Records, Die Weisse Serie
- 1988 Gottlieb Wendehals: Polonäse Blankenese (cd met16 nummers, mc met 12 nummers), Europa (1988), Ariola Express (Gold-Serie, 1990), BMG Ariola (Ariola Extra, 1994)
- ???? Gottlieb Wendehals: Polonäse Blankenese (cd met 14 nummers), Karussell
- ???? Gottlieb Wendehals: Ausgewählte Goldstücke, Karussell
- 1996 Gottlieb Wendehals: Keine Feier ohne Meier, Karussell
- 2000 Gottlieb Wendehals: Meine Besten – Die Originale, Palm Records
- 2000 Gottlieb Wendehals: 20 Jahre Gottlieb Wendehals (3 cd's: Polonäse Blankenese; Herbert; Gut, daß wir verglichen haben), TIM The International Music Company
- 2001 Gottlieb Wendehals: Hitbox (3 cd's), DA Music
- 2001 Gottlieb Wendehals: Schlagerparty mit Gottlieb Wendehals, DA Music
- 2003 Gottlieb Wendehals: Heini unser Hahn, Membran International
- 2004 Gottlieb Wendehals: Polonäse Blankenese (cd met 14 nummers), DA Music
- 2009 Gottlieb Wendehals: Noch 'ne Polonäse (download), Carinco Neue Medien

### Werner Böhm als producent
- 1985: Schlappi Räp (Single von Klaus Schlappner)